# San Pietro in Gu
San Pietro in Gu är en ort och kommun i provinsen Padova i regionen Veneto i Italien. Kommunen hade 4 458 invånare (2018).